# Ms Panda and Mr Hedgehog
Ms Panda and Mr Hedgehog (en hangul, 판다양과 고슴도치; romanización revisada, Pandayanggwa Goseumdochi) también conocida en español como Señorita panda y el señor puercoespín es una serie de televisión surcoreana de comedia romántica emitida durante 2012 y protagonizada por Lee Donghae de Super Junior, Yoon Seung Ah y Choi Jin Hyuk.
Fue transmitida por Channel A, desde el 18 de agosto hasta el 7 de octubre de 2012, finalizando con una longitud de 16 episodios al aire las noches de los días sábados y domingos a las 19:30 (KST). La historia abarca la vida de Ko Seung Ji, un pastelero espinoso que conoce a Pan Da Yang, la dueña de una pastelería y juntos abren una nueva exitosa cafetería.

## Sinopsis
El pastelero Ko Seung Ji (Lee Donghae), tiene un genio como el del puercoespín, por ser punzante y agudo; el no se fía de la gente y está acostumbrado a mantener una distancia de los demás. Él se encuentra con Pan Da Yang (Yoon Seung Ah) quien tiene una personalidad brillante, pacífica, laboriosa y fácil de llevar como los osos panda, además es dueña del Café Panda.
También aparecerá Choi Won Il (Choi Jin Hyuk), un hombre alto y guapo que estuvo enamorado de Pan Da Yang desde que estuvieron en la escuela primaria. Pan Da Yang, Ko Seung Ji y Choi Won Il se verán envueltos en un divertido triángulo amoroso.

## Reparto

### Principal
- Lee Donghae como Ko Seung Ji.
- Yoon Seung Ah como Pan Da Yang.
- Choi Jin Hyuk como Choi Won Il.
- Yoo So Young como Kang Eun Bi.

### Secundario
- Park Geun Hyung como Park Byung Moo.
- Lee Moon Hee como Park Mi Hyang.
- Yang Hee Kyung como Kim Kap Soon.
- Lim Eun Hye como Pan Da Na
- Yoo Seung-mok como Kil Dong-goo.
- Koo Bon Im como Mi Ra.
- Hyun Suk como Choi Jae Kyum.
- Hong Yeo Jin como Hwang Jung Rye.
- Song In Hwa como Choi Won Yi.
- Park Sang Hoon como Jo Kyun Woo.
- Han Seung Hyung como Hwang Bum Bo.
- Jung Min Jin como Jo Ki Tae.
- Hwang Byung Gook como Lee Jong Kap.
- Park Ha Na como Park Ha Na.
- Nam Ji Hyun como Nam Ji Hyun.

## Banda sonora
- «Plz Don't» - Lee Donghae
- «Loving You» - Super Junior-K.R.Y[2]
- «Inverted Love» - Choi Jin Hyuk
- «Promise» - Kwon Soon Il (Urban Zakapa)
- «Don't Go» - Lee Donghae[3]
- «Love Stops» - Park Ha Na[3]